# Paolo Emilio Boccabella
Paolo Emilio Boccabella (Roma, ... – Roma, 1482 circa) è stato un poeta italiano.

## Biografia
Nacque a Roma nella prima metà del XV secolo. Frequentò la cerchia di letterati e umanisti che facevano capo al cardinale Pietro Riario. 
Ebbe contatti con gli umanisti Gaspare da Verona e Domizio Calderini, che gli consigliarono di intraprendere gli studi in legge. Dopo la morte di Riario, nel 1476, si recò a Bologna per studiare legge e fu accolto dal cardinale e legato papale Francesco Gonzaga, su consiglio del fratello Gianfrancesco, con l'intenzione forse di utilizzarlo come suo segretario. Nel 1478 fece ritorno a Roma, dove morì intorno al 1482.

## Opere
- Carmina, cum praefatione ad B. Platinam Praefectum Bibliothecae Pontificiae et Scriptorem Apostolicum
- Carmina ad Fr. Card. Gonzagam Mantuanum Bonon. Legatum
- De convivio habito cum Leonora Ferd. Regis filia eunte ad nuptias Herculis ducis Mutinae. Ad Famam